# Notaspidium villegasi
Notaspidium villegasi är en stekelart som beskrevs av Halstead 1991. Notaspidium villegasi ingår i släktet Notaspidium och familjen bredlårsteklar. Inga underarter finns listade i Catalogue of Life.